# بورس مصر
بورس مصر (انگلیسی: Egyptian Exchange) بازار بورس اوراق بهادار مصر است، که در سال ۱۸۸۳ تأسیس شد.